# جین کازاما
جین کازاما (ژاپنی: 風間 仁 هپبورن: Kazama Jin) یکی از شخصیت‌های ساختگی در مجموعه بازی‌های مبارزه‌ای تکن است که توسط شرکت باندای نامکو انترتینمنت ساخته شده‌است. او برای نخستین بار و به عنوان قهرمان اصلی بازی در تکن ۳ (۱۹۹۷) معرفی شد و از آن زمان به بعد شخصیت اصلی این سری به‌شمار می‌رود. جین پسر کازویا میشیما و جون کازاما است. او پس از آموزش توسط پدربزرگش هیهاچی میشیما، برای انتقام از قاتل مادرش یعنی اوگر، وارد تکن شد. با این حال، جین دارای یک ژن شیطانی بود که از پدرش کازویا میشیما به ارث برده بود. در پایان تکن ۳ و شکست اوگر توسط جین کازاما، هیهاچی میشیما به نوه‌اش جین تیر زده و وقتی مطمئن شد مرده‌است، ژن شیطانی جین برای اولین بار فعال شد. 
او در سال ۱۹۹۷ رتبه سی‌وپنجم در مجموعه قهرمان همراه با دو شخصیت از مبارزان خیابانی انتخاب شد.

## تاریخچه و داستان
جین که به عنوان فرزند سرنوشت شناخته می شود، پسر کازویا میشیما و جون کازاما و نوه هیهاچی میشیما است.
او به مدت ۱۵ سال توسط مادرش جون بزرگ شد.  وقتی جون مورد حمله اوگر قرار گرفت، جین قسم خورد که انتقام مادرش را بگیرد و با پدربزرگش هیهاچی میشیما به تمرین می‌رود.

### تیکن ۳
جین، اُگِر را در مسابقات نابود می‌کند؛ اما هیهاچی به او خیانت می‌کند و به جین شلیک میکند؛ ژن شیطان جین به او اجازه می دهد از حمله هیهاچی جان سالم به در ببرد و فرار کند.

### تیکن ۴
جین وارد چهارمین تورنمنت تیکن میشود ،
او در مسابقات مقابل هوارنگ پیروز شد ولی سربازان هوارنگ را زندانی کردند زیرا او از سربازی فرار کرده بود.
جین در مقابل پدر (کازویا) قرار میگیرد اما سربازان تیکن آن را مسموم و در یک مکان زندانی و مورد آزار روحی، روانی و جسمی قرار میدهند هیاچی میخواهد قدرت جین را تصرف کند که کازویا هم قدرت جین را میخواهد ولی جین خودش را نجات میدهد و پدرش و پدر بزرگ ش را شکست میدهد و در لحظه آخر که میخواهد مشت آخر را به پدر بزرگ ش (هیاچی) بزند مادر (جون) جلوی چشمانش می آید و مانع کار او میشود.
و جین پیروز تورنمت چهار تیکن میشود.

### تیکن ۵
او در حالی که پدر و پدربزرگش با یکدیگر مبارزه می‌کردند، از دست نیروهای تیکن  فرار می‌کرد و به یکی دیگر از مسابقات پادشاه مشت آهنین می‌پیوندد. او دوباره با هوارنگ مبارزه می کند اما به او باخت. این باعث می شود جین به ژن شیطان درونش تسلیم شود و در حالی که تحت تأثیر ژن شیطان است او را شکست دهد. او سپس با پدربزرگ خود جینپاچی میشیما مبارزه کرد و او را شکست داد. به زودی جین مدیر عامل جدید میشیما زایباتسو و افسر فرمانده نیروی تکن می شود.

## دویل جین
دویل جین (به انگلیسی: Devil Jin) برای نخستین بار در تکن ۵ معرفی شد و در تمام نسخه‌های بعدی این سری، حضور دارد. جین کازاما به دلیل ژن شیطانی که از پدرش کازویا میشیما به ارث برده، به حالت شیطانی درآمد. ظاهر دویل جین تقریباً ظاهر جین کازاما است که برخی صفات شیطانی مثل شاخ، بال، تتو و استخوان Protuding به آن اضافه شده‌است.
پدر جین کازاما، کازویا میشیما و مادرش جون کازاما و پدربزرگش هیهاچی میشیما بودند. وقتی که مادر جین حامله بود متوجه شد که کازویا با شیطان پیمان بسته و آلوده به ژن شیطانی شده و به همین دلیل پدر و مادر جین با هم مبارزه می‌کنند که کازویا شکست می‌خورد و جون کازاما، به محلی دور افتاده که هیچ‌کس نمی‌شناسد رفته و آنجا جین را به دنیا آورده و بزرگ می‌کند، در حالی که کازویا از حامله بودن همسرش خبر نداشت.
جون کازاما به جین سبک جنگیدن خانوادهٔ کازاما را آموزش می‌دهد. جون کازاما متوجه می‌شود که اوگر یعنی شیطان بزرگ، کسی که می‌خواهد تمام مبارزان را نابود کند و خودش به قدرت برتر برسد، دنبال جین می‌گردد چون جین ژن شیطانی از پدرش کازویا به ارث برده و اوگر برای تزریق آن ژن‌ها به خودش دنبال جین می‌گردد. جون از این قضیه باخبر شد و به جین گفت که هر لحظه ممکن است اوگر به ما حمله کند. اگر این اتفاق افتاد به پیش پدربزرگت هیهاچی میشیما برو و بگو که پسر کازویا هستی. چند روز پس از تولد ۱۵ سالگی جین در یک شب طوفانی، اوگر به خانهٔ آن‌ها حمله کرد. جون کازاما جلوی اوگر ایستاد و از جین دفاع کرد. جین که شاهد مبارزهٔ سرسخت مادرش با اوگر بود برای کمک به مادرش به سمت اوگر حمله کرد ولی وقتی به اوگر برخورد کرد، اوگر با دستش محکم به بازوی چپ جین زد و او را پرتاب کرد. جین بیهوش شد و دیگر متوجه چیزی نشد.
هنگامی که جین به هوش آمد دید که خونش با خون او یکسان شده و هیچ اثری هم از مادرش نیست. او متوجه شد که زمان برخورد با اوگر، علامت شیطان بر روی دستش حک شده. جین همان‌طور که بازویش را که درد فراوانی داشت گرفته بود، قسم خورد که انتقام مرگ مادرش را از اوگر بگیرد. جین پیش پدربزرگش هیهاچی میشیما رفت و گفت که پسر کازویاست. هیهاچی در این باره چیزی به کازویا نگفت و جین را به مدت ۴ سال آموزش داد. جین ۱۹ ساله دیگر به پدربزرگش بسیار اعتماد داشت.
هیهاچی مسابقات مشت آهنین ۳ به عبارتی تکن ۳ را برگزار کرد هم چنین اوگر را هم به آن مبارزه دعوت کرد. جین که حالا برای مبارزه آماده شده بود، قصد داشت انتقام مادرش را از اوگر بگیرد. جین وارد مسابقه شد و تمام رقبایش را شکست داد تا این که با ترواوگر در فینال مسابقه رو به رو شد. هنگامی که ترواوگر را دید، تمام گذشته‌اش از جلوی چشمانش رد شد و مشغول مبارزه با او شد. مبارزهٔ آن‌ها چند ساعت طول کشید که در نهایت جین ترواوگر را شکست داد. در همین هنگام هیهاچی به همراه جند تا از سربازانش به سمت جین رفتند و هیهاچی به جین شلیک کرد! جین روی زمین افتاد و هیهاچی که مطمئن شد او مرده‌است، خواست که از سالن بیرون برود اما در همین هنگام، ژن شیطانی جین که از پدرش به ارث برده بود، برای اولین بار فعال شد و جین دوباره زنده شد. و تبدیل به دویل جین (جین شیطان) شد. جین به هیهاچی حمله کرد و قصد کشتن او را داشت ولی با چند ضربه هیهاچی را پرتاب کرد و بال‌های بزرگ مشکی اش را باز کرد و از آن جا خارج شد و هیهاچی مات و مبهوت مانده بود.